# Let's Go Crazy
"Let's Go Crazy" är en låt skriven och framförd av Prince från hans album Purple Rain. Låten, som utgavs som singel den 11 augusti 1984, blev Princes andra etta på Billboardlistan.